# 深澤建次
深澤 建次（ふかざわ けんじ）は、日本の社会学者である。埼玉大学教養学部教授。専門分野は役割論、相互行為論。

## 略歴
- 1969年　埼玉大学教養学部教養学科卒業
- 1974年　大阪市立大学大学院文学研究科修士課程修了
- 1980年　大阪市立大学大学院文学研究科博士課程中退
- 1982年　東京農業大学農学部専任講師
- 1988年　埼玉大学教養学部助教授
- 1990年　埼玉大学教養学部教授
- 2012年　埼玉大学を定年により退職

## 論文
- 「アンダークラス概念の自己成就 ―実体化の危険」（埼玉大学教養学部紀要、2011年）
- 「貧者の処罰図式 ―上との連帯考」（埼玉大学教養学部紀要、2010年）
- 「既知の恐怖による『危険トラップ』 ―米国ブタインフルエンザ対策における危険構築」（埼玉大学教養学部紀要、2007年）
- 「制度の自己正当化 ―ハンセン病の日本的構築過程」（埼玉大学教養学部紀要、2006年）
- 「水俣病のプロトタイプの日本的構築」（埼玉大学教養学部紀要、2006年）
- 「奇病・AIDS・エイズ ―メディアによるエイズカテゴリーの構築」（埼玉大学教養学部紀要、2005年）
- 「危機回避の論理 ―日本におけるエイズカテゴリーの構築過程」（埼玉大学紀要、2004年）
- 「今日における病カテゴリーの社会的構築課程 ―アメリカのエイズを事例にして」（埼玉大学紀要、2003年）
- 「外国人カテゴリー属性の通時的変容について　　サイード『オリエンタリズム』を素材にして」（埼玉大学教養学部紀要、2001年）
- 「外国人留学生の日本社会適応をめぐる社会学的研究」（文部科学省研究費補助金基盤研究、08610174報告書、2000年）
- 「役割とカテゴリー　　役割論とエスノメソドロジーの連関性について」（埼玉大学教養学部紀要、1998年）
- 「ジェンダーの表現様式（gender display）とジェンダーの実践（doing gender）」（埼玉大学教養学部紀要、1997年）
- 「エスノメソドロジーと役割　　ガーフィンケル『アグネス論』を素材にして」（埼玉大学教養学部紀要、1996年）
- 「構造的役割と相互行為的役割　―役割知識における両者の関係について」（埼玉大学教養学部紀要、1994年）
- 「ステレオタイプ・業績役割・相互行為的役割　―役割論の統合視角の模索」（埼玉大学教養学部紀要、1992年）
- 「役割知識についての基礎的考察　―役割論の統合をめざして」（埼玉大学教養学部紀要、1990年）
- 「G.H.ミードの役割取得（taking the role of other）について　―その役割論的意義」（東京農業大学一般教育学術集報、1988年）
- 「E．ゴフマンの役割距離についての一考察」（シソオロジ, 26-3, 27-42, 1982年）